# Van Bommel (schoenen)
Van Bommel is een Nederlandse schoenfabrikant. Het is een familiebedrijf waarvan de officiële naam luidt: Schoenfabriek Wed. J.P. van Bommel B.V. Het bedrijf is gevestigd te Moergestel.

## Geschiedenis

### Voorgeschiedenis
De geschiedenis van het bedrijf vangt aan met Reynier van Bommel, afkomstig uit Dongen, die zich omstreeks 1694 in Breda vestigde, na zijn huwelijk met de uit Breda afkomstige Jenneke Adriaense. In 1706 werd hij poorter van deze stad en vermoedelijk sloot hij zich daarna aan bij een gilde. Mogelijk was dit het schoenmakersgilde. In 1718 waren zijn zoons Adrianus en Christianus Van Bommel (1e generatie) bekend als meester-schoenmakers in Breda, en in dit jaar vangt de officiële bedrijfsgeschiedenis aan. Men herstelde niet alleen schoenen, doch vervaardigde ze ook.
Josephus van Bommel, de zoon van Adrianus (2e generatie), trouwde met een meisje uit Baarle-Nassau en vestigde zich aldaar als schoenmaker. Josephus' zoon, Johannes Petrus van Bommel (3e generatie) trouwde in 1795 met Cornelia van Arendonk en vestigde zich in haar woonplaats Moergestel. Samen met zijn zoon Johannes Franciscus van Bommel (4e generatie) stichtte hij een schoenen- en laarzenmakerij. In 1853 stond Johannes Franciscus te boek als laarzenmaker. Hij had enkele mensen in dienst en ook werd er voor hem gewerkt in thuisarbeid.
De Frans-Duitse Oorlog (1870-1871) deed een vraag naar militair schoeisel ontstaan, waardoor het aantal schoenmakersbedrijven sterk toenam. Omstreeks 1880 waren er in Moergestel meer dan zestig schoenmakers, waaronder een tiental fabrikanten. Hieronder bevond zich ook Johannes Franciscus Van Bommel. Zijn zoon Johannes Peter van Bommel (5e generatie) zette het bedrijf voort, maar stierf in 1887 op 51-jarige leeftijd. Zijn toen 45-jarige weduwe, Johanna van Dinter, zette het bedrijf voort samen met haar oudste zoon Franciscus Johannes (Janus) (6e generatie). Aldus werd de naam Wed. J.P. van Bommel verbonden met het bedrijf.

### Mechanisatie
Na 1900 begon de schoenenindustrie te mechaniseren. Kleine machines werden gekocht en grote machines konden worden gehuurd van de Deutsche Vereinigte Schuhmaschinengesellschaft. Zo ging in 1912 ook het bedrijf van Van Bommel over op mechanische schoenfabricage, en wel volgens de GoodYear Welt-technologie (dubbel genaaid). Door de mechanisatie ging ook de thuisarbeid ten onder. Bovendien ontstond er overproductie, wat drukkend werkte op het prijsniveau van de schoenen, terwijl er juist investeringen werden gedaan. De schoenenindustrie ondervond de gevolgen en raakte in een crisis. Tijdens de Eerste Wereldoorlog ontstond er schaarste aan leer, terwijl de export stagneerde en die van 'mansschoenen' uiteindelijk verboden werd.
In 1928 kwam Janus' jongste zoon Johannes P.J. van Bommel (Jan) in het bedrijf (7e generatie). Hij werd bedrijfsleider en later hoofdvertegenwoordiger. Spoedig werd ook zijn bedrijf getroffen door de Grote Depressie. Nadat het bedrijf de crisis had overwonnen begon de Duitse bezetting. In mei 1941 werd het bedrijf verplicht om de productie te halveren en een half jaar later moest de productie zelfs worden stopgezet. Om te overleven besloot men een jaar later om biezen damesschoenen te vervaardigen. Daarvoor werd contact opgenomen met het Centraal Bureau voor Biezen en –vlechterijen. Maar omdat Van Bommel geen biezen overschoenen voor de bezetter wenste te maken, werd de vergunning ingetrokken, zodat er geen grondstoffen meer gekocht konden worden. Men kon nog drie maanden met de bestaande voorraad produceren. Toen echter in oktober 1944 de bevrijding kwam konden er biezen schoenen geproduceerd worden, terwijl geleidelijk ook weer leer ter beschikking kwam.

### Na de Tweede Wereldoorlog
In 1947 werd de productie aanzienlijk uitgebreid. Ook de fabriek werd vergroot en in 1948 werd het nieuwe gedeelte in gebruik genomen. In 1951 brandde de fabriek tot op de grond toe af. Doordat de administratie gespaard werd kon de directie onmiddellijk weer aan het werk. Acht maanden na de brand werd ook de productie in de nieuwe fabriek hervat. In 1952 werd het predicaat Hofleverancier verleend aan het bedrijf.
In 1953 werd de firma omgezet in een Naamloze Vennootschap en werden Johannes P.J. van Bommel en J.P.M. van Bommel tot gevolmachtigde directeuren benoemd, daar Jan van Bommel spoedig zou overlijden.
Na 1964 geraakte de bedrijfstak opnieuw in grote moeilijkheden. Het aantal schoenfabrieken in Nederland liep terug van 227 tot minder dan 160 in 1970. De productie verminderde aanzienlijk en in 1968 waren er zelfs zodanige productieachterstanden dat de afnemers geen schoenen konden nabestellen.
In 1971 werd de Naamloze Vennootschap omgezet in een Besloten Vennootschap, terwijl in 1979 F.J. (Frans) van Bommel (8e generatie) werd benoemd tot commercieel directeur. In datzelfde jaar vond een capaciteitsuitbreiding plaats door de bouw van een nieuwe stikkerij.
In het begin van de jaren 1980 werden er steeds meer goedkopere schoenen geïmporteerd uit Zuidoost-Azië. Van Bommel wist de concurrentie het hoofd te bieden en ontving in 1982 een hoge Italiaanse onderscheiding, de 'Oscar Alta Moda'. Nieuwe modellen bleken succesvol en er was sprake van een stijgende vraag, waardoor de fabriek begin jaren 1990 moest worden uitgebreid. Het modebeeld veranderde en vanaf 1990 werd het lopen op gymschoenen een trend, terwijl Van Bommel zich vooral op formele schoenen richtte. Om in de nieuwe trend te voorzien werd het merk 'Floris van Bommel' geïntroduceerd. Om ook in de markt van zeer exclusieve schoenen een rol te spelen werd in 2002 het merk 'Noble Blue' opgezet. Dit gebeurde door de negende generatie Van Bommel: Reynier, Floris en Pepijn. Ook werd de enige nog overgebleven schoenfabriek in Moergestel, AvanG (Ad van Gils), overgenomen. Deze onderneming werd in 2007 gesloten. Van Bommel bleef over als laatste schoenfabriek in Moergestel.

## Productie
Een deel van de Van Bommel modellen vindt anno 2023 nog plaats in de fabriek te Moergestel. Dit gebeurt volgens de Goodyear-maakwijze. Voor andere maakwijzes zijn fabrieken uit Portugal en Spanje ingeschakeld. Stikwerk wordt deels aan een stikkerij in India uitbesteed.

## Winkels
In 2008 opende Van Bommel een eerste eigen winkel in Antwerpen, België. In 2019 had de firma twee winkels in België, vijf in Duitsland en vier in Nederland. In 2016 begon het bedrijf met een webwinkel.